# Aglaoschema acauna
Aglaoschema acauna là một loài bọ cánh cứng trong họ Cerambycidae.